# Сутора велика
Суто́ра велика (Conostoma aemodium) — вид горобцеподібних птахів родини суторових (Paradoxornithidae). Мешкає в Гімалаях і горах Південно-Східної Азії. Це єдиний представник монотипового роду Велика сутора (Conostoma).

## Опис

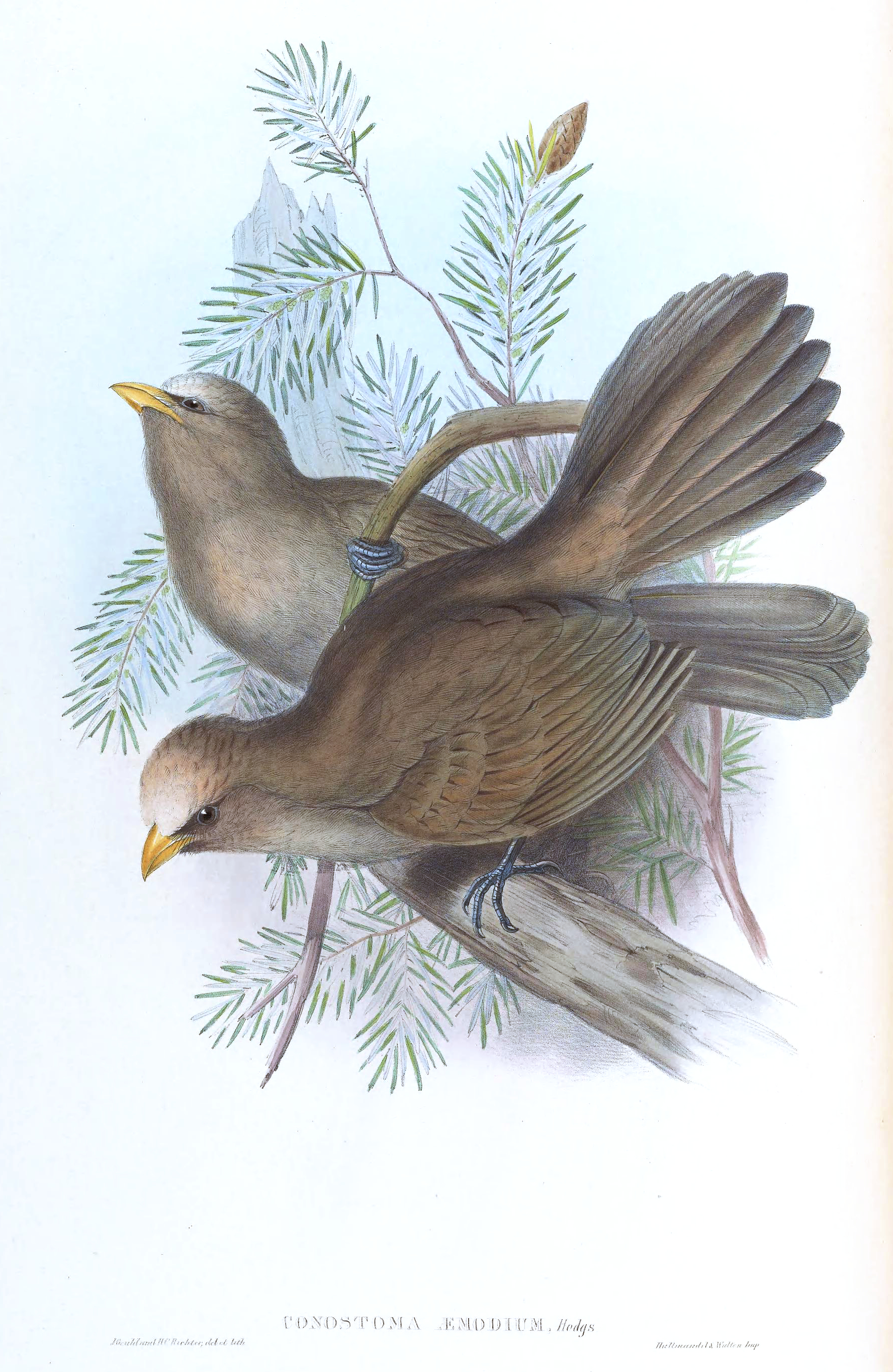
Великі сутори

Довжина птаха становить 27-28 см, враховуючи довгий, східчастий хвіст. Забарвлення переважно сірувато-коричневе, нижня частина тіла дещо світліша. Лоб білуватий, обличчя чорнувате. Дзьоб короткий, міцний, оранжевий, вигнутий.

## Поширення і екологія
Великі сутори мешкають в Непалі, Бутані, Індії, М'янмі і Китаї. Вони живуть у вологих гірських тропічних лісах та у високогірних чагарникових і бамбукових заростях. Зустрічаються на висоті від 2000 до 3660 м над рівнем моря, взимку мігрують в долини. Живляться насінням, плодами і комахами. В Індії сезон розмноження триває з травня по липень.